# Katoúna (ort i Grekland, Joniska öarna)
Katoúna (Katouna) är en ort i Grekland.   Den ligger i prefekturen Lefkas och regionen Joniska öarna, i den centrala delen av landet, 280 km väster om huvudstaden Aten. Katoúna ligger 164 meter över havet och antalet invånare är 135. Den ligger på ön Lefkas.
Terrängen runt Katoúna är kuperad västerut, men österut är den platt. Havet är nära Katoúna åt sydost.  Närmaste större samhälle är Preveza, 19,8 km norr om Katoúna. 